# Straßenbahn Bellows Falls–Saxtons River
Die Straßenbahn Bellows Falls–Saxtons River war ein Überlandstraßenbahnbetrieb im US-Bundesstaat Vermont, der von 1900 bis 1924 bestand und die Orte Bellows Falls und Saxtons River verband.

## Geschichte
Saxtons River war im 19. Jahrhundert ein aufstrebender Industrieort, liegt jedoch in einem Seitental oberhalb des Connecticut River und war daher nicht an das Eisenbahnnetz angebunden worden. Der nächste Bahnhof lag im zehn Kilometer entfernten Bellows Falls. Bereits 1892 erhielt eine Gruppe Unternehmer aus beiden Orten eine Konzession zum Bau und Betrieb einer elektrischen Eisenbahn. Erst am 5. Oktober 1899 begannen die Bauarbeiten. Die Strecke ging am 1. Juli 1900 offiziell in Betrieb. Sie begann am Bahnhof Bellows Falls, wo Gleisverbindungen zur Rutland Railroad und zur Boston and Maine Railroad eingebaut wurden. Vom Bahnhofsvorplatz in der Depot Street führte die Trasse ostwärts, bog kurz darauf nach Süden ab und führte durch die Bridge Street, Rockingham Street, Atkinson Street, Henry Street, Pine Street, Center Street, Old Terrace und entlang der Saxtons River Road durch North Westminster zur Main Street in Saxtons River. Die Endhaltestelle befand sich am östlichen Ende der Grafton Road. Die Strecke war eingleisig mit Ausweichen. Eine der Ausweichen befand sich an der Kreuzung Rockingham Street/Atkinson Street. Die Strecke vollführte hier eine steile Kurve und man hatte ein Gleisdreieck in die nördliche Rockingham Street gebaut. Die Gesamtgleislänge belief sich auf 10,06 Kilometer. Das Depot der Bahn befand sich in North Westminster. Zwischen North Westminster und Saxtons River hatte die Bahngesellschaft einen Erholungspark gebaut, den Barber Park. Die Bahnen fuhren alle 35 bis 45 Minuten.
Neben Fahrgästen beförderte die Bahn auch Güter und Post. Ein Gütertriebwagen, der gleichzeitig Stückgut transportieren konnte, konnte mehrere Güterwagen ziehen, die in Bellows Falls an die Eisenbahn übergeben wurden. Einzig auf der Steilstrecke in der Pine Street konnte jeweils nur ein voller Wagen angehängt werden. 1902 erhielt die Bahngesellschaft eine Konzession für eine Verlängerung über Saxtons River hinaus durch Cambridgeport nach Grafton. 1906 wurden Strecken nach North Walpole und Westminster genehmigt. Keine dieser Strecken wurde jedoch gebaut.
Im Januar 1924 brannte der Betriebshof in North Westminster zusammen mit sechs Triebwagen, dem Schneepflug und der Werkstatt und Lagern ab. Mit nur noch zwei Triebwagen wurde der Betrieb zunächst provisorisch aufrechterhalten, die Gesellschaft ging jedoch in Konkurs und am 24. November 1924 wurde der Betrieb endgültig eingestellt.